# ロコモティフ・バクー
ロコモティフ・バクー・バレーボールクラブ（Lokomotiv Bakı Voleybol Klubu）は、アゼルバイジャンの女子バレーボールクラブチームである。現在、アゼルバイジャン女子バレーボール・スーパーリーグに所属している。

## 歴史

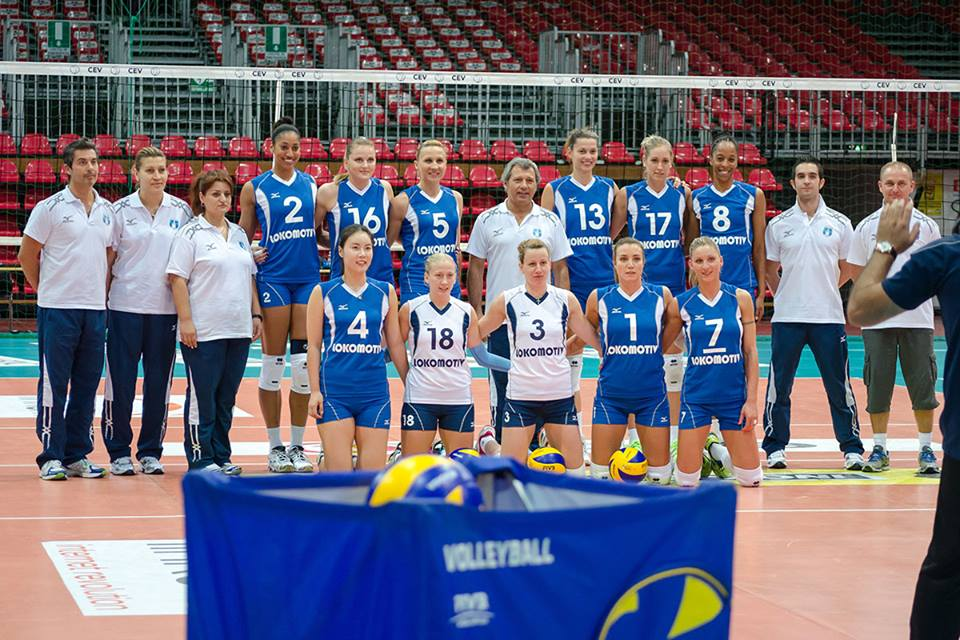
2013-14シーズンのロコモティフ・バクーのメンバー

ロコモティフ・バクーは1998年に設立され、2008年に始まった第1回のスーパーリーグに出場している。第1回では3位、翌年の第2回リーグでは準優勝を果たした。
また国際試合ではCEVチャレンジカップにも出場しており、2010/11シーズンに準優勝、2011/12シーズンには優勝を果たした。

## 成績
- 国際大会
  - CEV女子チャレンジカップ
    - 優勝 1回 - 2011/12
    - 準優勝 1回 - 2010/11
- 国内大会（スーパーリーグ）
  - 優勝 なし
  - 準優勝 4回 - 2002/03、2009/10、2011/12、2014/15

## 所属選手
2015/16シーズンの登録選手は次の通り。
| 背番号 | 選手名                             | ポジション                      | 身長（メートル） |
| ------ | ---------------------------------- | ------------------------------- | ---------------- |
| 1      | ハナ・クトゥラ                     | アウトサイドヒッター            | 1.86             |
| 2      | ヤナ・ドロシェンコ                 | セッター                        | 1.79             |
| 3      | カナニ・ダニエルソン               | アウトサイドヒッター            | 1.76             |
| 4      | アネタ・ハブリチコバ               | アウトサイドヒッター/オポジット | 1.87             |
| 5      | オズゲ・キルダル・チェンベルジ     | セッター                        | 1.83             |
| 6      | アイシャン・アブドゥラジモワ       | ミドルブロッカー                | 1.85             |
| 8      | ウルカー・カリモワ                 | アウトサイドヒッター            | 1.83             |
| 9      | アレクサンドラ・ツルンチェヴィッチ | アウトサイドヒッター            | 1.85             |
| 12     | ヤロスラヴァ・ペンコバ             | ミドルブロッカー                | 1.91             |
| 15     | ブレンダ・カスティージョ           | リベロ                          | 1.65             |
| 16     | オクサナ・キセリョワ               | リベロ                          | 1.78             |
| 18     | ベリト・カウフフェルト             | ミドルブロッカー                | 1.86             |

## 主な歴代所属選手
| - クセニヤ・コバレンコ - ワレーリヤ・コロテンコ - エレーナ・パルホメンコ - ツベテリナ・ザルコバ - マリヤ・フィリポバ - イバナ・ミロシュ - カタリナ・バルン - アナ・グルバッチ - テレサ・ロッシ - プリシージャ・リベラ - コリーナ・シュシュケ - リザ・トムゼン - ヴァレンティナ・アリゲッティ - エヴァンゲリア・ハンタヴァ - キム・サニ | - キンタ・ステーンベルヘン - アンネ・バイス - マレト・フロットヒュース - ミレナ・ラデツカ - スザナ・チェービッチ - イバナ・ジェリシロ - ニコル・デービス - ローレン・ギブマイヤ - メアリー・スパイサー - タマリ・ミヤシロ - ナンシー・メトカフ - キャシディ・リクトマン - クリスティン・リチャーズ - カーリー・ロイド |